# Ramal de Tomar
El Ramal de Tomar, originalmente conocido como Caminho de Ferro de Lamarosa a Tomar, es una conexión ferroviaria de ancho ibérico, con cerca de quince quilómetros, íntegramente construida en el territorio del municipio homónimo, en el centro de Portugal, que une las estaciones de Lamarosa (Línea del Norte) y de Tomar. Fue inaugurada el 24 de septiembre de 1928.

## Características
En enero de 2011, sólo disponía de una única vía electrificada, en ancho ibérico, con una extensión de 14,8 quilómetros.

## Historia

### Antecedentes
Las primeras iniciativas para la instalación de una conexión ferroviaria a Tomar datan de 1887, cuando tres empresarios portugueses requirieron la concesión para la construcción de una vía férrea sobre el lecho de la ruta, entre Tomar y la Estación de Paialvo, en la Línea del Norte, para la circulación de carros americanos.

### Planificación, construcción e inauguración
En 1913, la Cámara municipal de Tomar volvió a mostrar su interés en esta conexión ferroviaria, siendo autorizada por la ley n.º 76, del 18 de julio de 1903, a construir y explotar, en el plazo máximo de 10 meses, un ferrocarril entre estas dos localidades, en ancho ibérico, sin apoyos del estado, que podía ser nacionalizado en cualquier momento.
A pesar de que el proyecto para esta línea fue aprobado por una ordenanza del 19 de octubre de 1914, tenía varios problemas y su ejecución era demasiado costosa, por lo que la ley n.º 325, del 8 de julio del año siguiente, concedió, a la alcaldía, una prórroga del plazo en 6 meses para comenzar la construcción, y la realización de estudios para encontrar un nuevo punto de unión en la Línea del Norte, entre Paialvo y Entroncamento; un nuevo proyecto, fue así elaborado, fijando el nuevo punto de inserción en la Estación de Lamarosa, y ratificado por las circulares del 15 de marzo de 1916 y 14 de mayo de 1926. La ley n.º 1658, con fecha de 3 de septiembre de 1921, autorizó a la alcaldía de Tomar a tomar un préstamo de 6.000.000$00 en la Caixa Geral de Depósitos, debiendo la construcción y explotación ser efectuados por la Compañía de los Caminhos de Ferro Portugueses, lo que sería confirmado por un contrato entre estas dos entidades, firmado el 19 de agosto de 1925
En julio de 1926, las obras de construcción de la línea estaban discurriendo con normalidad, encontrándose bastante adelantadas.
No obstante, se comprobó que, para concluir las obras, serían necesarios, 2.500.000$ adicionales, que la Cámara no podía aportar, por lo que el estado encargó, por el decreto n.º 14865, de 3 de enero de 1928, al Fondo Especial de Ferrocarriles a prestar esta suma, que sería paga por los beneficios de explotación.
Después de haberse efectuado varias pruebas de carga, el Ramal fue abierto a la explotación, con la denominación de Caminho de Ferro de Lamarosa a Tomar, el 24 de septiembre de 1928, siendo clasificado oficialmente como parte de la red ferroviaria del Estado portugués por una ordenanza del 9 de abril de 1930.

### Planes de conexión a Nazaré y Leiría
El 6 de agosto de 1913, fue firmado un contrato para la construcción del ferrocarril de Tomar a Nazaré con el ramal a Leiría, siendo este documento rescindido por un decreto del 30 de marzo de 1926. El gobierno publicó, el 21 de junio del mismo año, las bases a seguir para un nuevo contrato, estableciendo que la línea debería partir de la estación de Tomar y terminar en Nazaré, pasando por Agroal, Ourém, Reguengo do Fetal, Batalha, Porto de Mós, Aljubarrota y Alcobaça.

### SigloXX
En 1961, la Compañía de los Caminhos de Ferro Portugueses firmó un contrato con el consorcio Groupement d'Etude et d'Electrification de Chemins de Fer en Monophase 50Hz, para, entre otras empresas, estudiar, apoyar y montar los equipamientos aéreos y de telemando, telemetría y teleseñalización del Ramal de Tomar.
En diciembre de 1992, se realizó un viaje especial hasta Tomar, con una composición remolcada por una locomotora a vapor, para celebrar el aniversario de la Asociación Portuguesa de los Amigos del Ferrocarril.